# Привид у маяка
Привид у маяка (англ. The Beacon) — американський фільм жахів 2009 року.

## Сюжет
Намагаючись повернутися до нормального життя після втрати чотирирічного сина, Брін і Пол Шоу переїжджають в чарівні старі «Квартири Маяка». Брін починає бачити, що примарний маленький хлопчик ховається в будівлі. За допомогою ексцентричного молодого професора і жорсткого старого поліцейського, Брін намагається розкрити деталі смерті хлопчика. Вона сподівається, що звільнення дитини дозволить йому передати повідомлення її синові. Занадто пізно вона розуміє, що є той, хто не хоче, щоб хлопчик втік.

## У ролях
- Тері Поло — Брін Шоу
- Девід Ріс Снелл — Пол Шоу
- Елейн Хендрікс — Ванесса Карвер
- Кен Говард — офіцер Боббі Форд
- Майкл Айронсайд — лейтенант Хаттон
- Нік Соуелл — Вілл Тайлер
- Марне Паттерсон — Крістіна Вейд
- Джонні Круз — Саймон Валенсія
- Келлі Доун Хенкок — офіцер Кіт Карасіс
- Еверетт Сіфуентес — містер Баттерс